# Filippo Terracciano
Filippo Terracciano (Verona, 8 februari 2003) is een Italiaans voetballer die bij voorkeur als rechtsback speelt. Hij tekende in 2024 voor AC Milan.

## Clubcarrière
Terracciano werd geboren in Verona en speelde in de jeugd bij Hellas Verona. Op 15 december 2021 debuteerde hij in de Coppa Italia tegen Empoli. In januari 2024 tekende hij een contract tot medio 2028 bij AC Milan.